# Bulletin thomiste

Le Bulletin thomiste était une publication fondée en 1924 par les Dominicains de la province de France réfugiés au Saulchoir. Le Bulletin, créé sous les auspices de la Société thomiste, s'inscrivait dans le mouvement de renouveau des études thomistes lié à l'encyclique Æterni Patris (1879). Il était rédigé exclusivement en français. Son rôle était de rendre compte des principaux travaux relatifs à la vie et à l'œuvre de Thomas d'Aquin. Il cessa de paraître en 1965. 
Une autre publication lui succéda : la Rassegna di letteratura tomistica. Elle prit la suite du Bulletin à partir de 1966 avec un volume portant le n°13 ; elle était multilingue. Elle avait pour sous-titre Nuova Serie del Bulletin thomiste. La Rassegna était placée sous la responsabilité de l'Université Pontificale Saint Thomas d'Aquin (l'Angelicum à Rome) et des Dominicains de la province de Naples. Pendant près de trente ans, elle eut pour principal contributeur le Père Clemens Vansteenkiste, o.p. (1910-1987), membre de la Commission léonine. Le dernier numéro de la Rassegna fut publié en 1996.